# 世話人
世話人（せわにん）とは、大相撲において、相撲競技用具の運搬、保管等の管理にあたるとともに、その他上司の指示に従い服務する者をいう。力士や行司などと同様に各相撲部屋に所属する。日本相撲協会の正規協会員ではなく嘱託職員という扱い。

## 概要
若者頭の助手を務める。世話人としては現役時の最高位の場所で名乗った四股名を名乗ることが通例とされる。明治後期より正式な職名としてあり巡業番付に掲載されていたが、本場所の番付には1949年5月場所より掲載され、1959年11月場所限りで削除後、1994年7月場所より再び掲載されている。
世話人の新規採用は、引退した十両・幕下力士で適格と認められる者から行うこととされているが、かつては年寄名跡が不足していた事情もあったことから幕内経験者からも採用を行っていた。2022年1月時点では幕内経験のある現役の世話人はいない。理事会において当該力士の師匠の推薦が必要とされ、長く現役を続け付け人や部屋雑務等裏方仕事の実務能力が優れる力士が採用される傾向にある。2024年の報道によると、就任の可否を決める試験もあるという。また、部屋の有力力士の引退後のサポート役、有力部屋付き親方の部屋継承・分家独立後のマネージメント役として、部屋の師匠が就任を打診する場合もある。体力の限界で引退した訳ではない若手世話人の場合は、普通に部屋の関取衆の稽古相手を務める場合もある。
定員は当初12人であったが、1975年7月より8人とされ、2004年1月以降は13人。停年（定年。以下同）は1961年1月の停年制度施行時は55歳、その後1975年7月に60歳、1982年7月に63歳と引き上げられ、1990年1月以降65歳と定められているが、年寄と違い定年後の再雇用の規定はない。相撲協会の嘱託職員という都合上、1996年10月までは年寄名跡を襲名し親方になる場合以外は、若者頭、世話人に転向し協会に残る場合も「引退」ではなく「廃業」と表現されていたが、同年11月以降は全て「引退」に統一された。
欠員が出れば随時補充されてきたが、2017年9月に友鵬が、2019年11月に羽黒海が死去。2020年4月に虎伏山が若者頭に転向。同年11月に白法山、2021年8月に斎須が停年（定年）退職したが、この間欠員補充をしていなかったため、長らく欠員5枠が続いた状態だったが、2024年3月場所終了後に海龍、勇輝、隠岐の富士が現役を引退し、錦風以来9年ぶりに新規就任。同年5月に福龍岳が停年退職したため、現在は欠員3名になっている。
番付上に書かれる位置は、現行の番付では東の最下段の親方衆より左側の欄である。かつては西の最下段の親方衆より左側の欄や、中軸の行司の下に書かれたこともあった。

### 任務
- 相撲競技用具、明け荷等の運搬、保管等の管理[7]
- 本場所での役員室の雑用
- 木戸の係
- 支度部屋の出入りチェック[7]
- 電光掲示板の操作
- 車の交通整理

## 世話人一覧

### 現職の世話人
2024年5月8日現在（欠員3人）
| 名前           | 最高位 | 就任      | 所属部屋（世話人就任後）                                    |
| -------------- | ------ | --------- | ----------------------------------------------------------- |
| 栃玄王泰幸     | 幕下26 | 1995年4月 | 春日野部屋                                                  |
| 大日岳栄隆     | 十両7  | 2004年1月 | 玉ノ井部屋                                                  |
| 陸奥北海勝昭   | 十両6  | 2004年1月 | 安治川部屋/伊勢ヶ濱部屋                                     |
| 荒ノ浪二朗     | 幕下3  | 2004年1月 | 武蔵川部屋/藤島部屋→雷部屋                                  |
| 嵐望将輔       | 幕下13 | 2013年5月 | 貴乃花部屋→千賀ノ浦部屋/常盤山部屋 幕下時代の四股名は福の隆 |
| 栃の山博士     | 幕下2  | 2013年5月 | 千賀ノ浦部屋/常盤山部屋                                     |
| 錦風真悟       | 幕下1  | 2015年2月 | 尾車部屋→押尾川部屋                                         |
| 隠岐の富士和也 | 幕下11 | 2024年3月 | 八角部屋                                                    |
| 勇輝瞬臣       | 幕下20 | 2024年3月 | 陸奥部屋→音羽山部屋                                         |
| 海龍元紀       | 幕下2  | 2024年3月 | 出羽海部屋                                                  |

### 以前の主な世話人
| 名前         | 最高位   | 在職期間                                          | 所属部屋                                                        |
| ------------ | -------- | ------------------------------------------------- | --------------------------------------------------------------- |
| 光若英夫     | 三段目28 | 1957年9月 - 1995年3月（停年（定年。以下同）退職） | 花籠部屋→放駒部屋                                               |
| 能登ノ山竜三 | 十両13   | 1958年5月 - 1971年7月（死去）                     | 立浪部屋                                                        |
| 若乃里雄三   | 十両5    | 1959年5月 - 1983年4月（死去）                     | 花籠部屋                                                        |
| 宮坂清       | 十両17   | 1959年11月 - 1985年7月（死去）                    | 若松部屋 十両時代の四股名は高瀬山                               |
| 瀧見山延雄   | 十両4    | 1962年3月 - 1992年9月（停年退職）                 | 二所ノ関部屋                                                    |
| 乾龍初太郎   | 十両5    | 1978年5月 - 2011年1月（停年退職）                 | 押尾川部屋→尾車部屋                                             |
| 王湖伊津男   | 前頭14   | 1985年11月 - 2013年4月（死去）                    | 友綱部屋                                                        |
| 總登光一     | 幕下2    | 1986年2月 - 2016年3月（死去）                     | 大山部屋→高砂部屋 幕下時代の四股名は福本                        |
| 琴千歳晃精   | 前頭5    | 1986年9月 - 1991年7月（若者頭に転向）             | 佐渡ヶ嶽部屋                                                    |
| 白法山和壽   | 幕下2    | 1986年10月 - 2020年11月（停年退職）               | 春日山部屋→安治川部屋→春日山部屋→追手風部屋→中川部屋→宮城野部屋 |
| 斎須稔       | 前頭2    | 1986年11月 - 2021年8月（停年退職）                | 伊勢ヶ濱部屋→桐山部屋→朝日山部屋→伊勢ヶ濱部屋                   |
| 友鵬勝尊     | 幕下1    | 1991年8月 - 2017年9月（死去）                     | 大鵬部屋/大嶽部屋 現役時代の四股名は勇鵬                        |
| 福龍岳茂生   | 十両12   | 1992年10月 - 2024年5月（停年退職）                | 出羽海部屋                                                      |
| 羽黒海憲司   | 幕下6    | 2004年1月 - 2019年11月（死去）                    | 立浪部屋                                                        |
| 虎伏山義幸   | 幕下2    | 2004年1月 - 2020年3月（若者頭に転向）             | 三保ヶ関部屋→春日野部屋                                         |

## 大坂相撲の世話人
- 1927年に消滅した大坂相撲にも世話人の職があった。東京相撲の世話人とは職務、地位が異なり江戸時代までは力士が引退後は世話人に就任し一定年数務めたのち頭取（年寄）に昇格することが一般的であった。
- 大坂相撲の頭取の歴代には世話人のみで終わった人物も数えられている。
- 世話人は毎場所数十人在籍していた。